# Omid Alishah
Omid Alishah (en persa: امید عالیشاه‎; sari, 10 de enero de 1992) es un futbolista iraní que juega en la demarcación de centrocampista para el Persépolis Football Club de la Iran Pro League.

## Clubes

### Club
| Club               | División     | Season       | League | League | Hazfi Cup | Hazfi Cup | Asia | Asia  | Total | Total |
| Club               | División     | Season       | Apps   | Goals  | Apps      | Goals     | Apps | Goals | Apps  | Goals |
| ------------------ | ------------ | ------------ | ------ | ------ | --------- | --------- | ---- | ----- | ----- | ----- |
| Nassaji            | División 1   | 2009–10      | 10     | 1      | 0         | 0         | –    | –     | 10    | 1     |
| Naft Tehran        | Pro League   | 2010–11      | 0      | 0      | 0         | 0         | –    | –     | 0     | 0     |
| Rah Ahan           | Pro League   | 2011–12      | 23     | 9      | 0         | 0         | –    | –     | 23    | 9     |
| Rah Ahan           | Pro League   | 2012–13      | 16     | 0      | 0         | 0         | –    | –     | 16    | 0     |
| Persépolis         | Pro League   | 2013–14      | 17     | 2      | 3         | 1         | –    | –     | 20    | 3     |
| Persépolis         | Pro League   | 2014–15      | 26     | 4      | 3         | 1         | 8    | 0     | 37    | 5     |
| Persépolis         | Pro League   | 2015–16      | 14     | 3      | 2         | 0         | –    | –     | 16    | 3     |
| Tractor Sazi(Loan) | Pro League   | 2016–17      |        |        |           |           |      |       |       |       |
| Career Total       | Career Total | Career Total | 106    | 19     | 8         | 2         | 8    | 0     | 122   | 21    |

- Assists

| Season | Team       | Assists |
| ------ | ---------- | ------- |
| 11–12  | Rah Ahan   | 3       |
| 12–13  | Rah Ahan   | 0       |
| 13–14  | Persépolis | 1       |
| 14–15  | Persépolis | 4       |
| 15–16  | Persépolis | 10      |